# 매켄지 로스먼
매켄지 로스먼(Mackenzie Rosman, 1989년 12월 28일 ~ )은 미국의 배우이다.

## 출연 작품
- 데블스 트레저 (2011)
- 더 툼 (2009)
- 미국 십대의 비밀생활 시즌1 (2008)
- 프라운드 아메리칸 (2008)
- 제7의 천국 (1996)